# MTV Unplugged ayaka
「MTV Unplugged ayaka」為日本歌手絢香的DVD作品。DVD版於2010年1月13日發行。Blu-ray Disc版則於1月20日發行。

## 解說
- 絢香活動休止前最後的單獨公演，於2009年11月18日在「大阪城ホール」舉辦的LIVE影像。
- 初回版收錄「Making Video」以及「LIVE音源 CD」。CD收錄當日演唱曲麥可傑克森的「Human Nature」。

## 收錄内容

### DVD
※DVD、BD版共通
1. Jewelry day
2. I believe
3. Why
4. 牽手吧
5. 晚安寶貝
6. blue days
7. 三日月
8. 歡迎回來
9. 夢的夥伴
10. 謝謝。
11. WINDING ROAD
12. 這片天空下

### CD
※僅收錄於初回版DVD。。
1. Jewelry day
2. I believe
3. MC
4. 手をつなごう（牽手吧）
5. Why
6. MC
7. グンナイベイビー（晚安寶貝）
8. Human Nature
9. MC
10. blue days
11. 三日月
12. MC
13. おかえり（歡迎回來）
14. 夢を味方に（夢的夥伴）
15. MC
16. ありがとう。（謝謝。）
17. WINDING ROAD
18. MC
19. みんな空の下（這片天空下）